# Michail Michailowitsch Juschny
Michail Michailowitsch Juschny (russisch Михаил Михайлович Южный; englisch Mikhail Mikhailovich Youzhny; * 25. Juni 1982 in Moskau, Russische SFSR, Sowjetunion) ist ein ehemaliger russischer Tennisspieler.

## Karriere
1999 wurde Juschny Profi. Im Jahr 2000 erreichte er in Moskau sein erstes Viertelfinale auf der ATP Tour. Bei seinem ersten Grand-Slam-Turnier, den Australian Open, erreichte er 2001 gleich die dritte Runde. Es folgte das erste ATP-Tour-Halbfinale in Kopenhagen. In Wimbledon unterlag er im Achtelfinale Patrick Rafter. Bei den US Open erreichte er die dritte Runde, in der er gegen Pete Sampras verlor.
2002 sicherte sich Juschny seinen ersten ATP-Titel, zudem führte er Russland in der entscheidenden Partie gegen Frankreich zum ersten Gewinn des Davis Cups. Er wurde, als es nach vier Partien 2:2 unentschieden stand, anstelle des außer Form spielenden Jewgeni Kafelnikow für das entscheidende letzte Einzel nominiert. Obwohl die Partie in Frankreich stattfand, konnte er nach einem 0:2-Satzrückstand Paul-Henri Mathieu noch in fünf Sätzen besiegen. Seine Teamkollegen Kafelnikow und Marat Safin bezeichneten ihn damals als den „neuen Tennisstar Russlands“ und der eigens angereiste ehemalige Präsident Boris Jelzin gratulierte ihm persönlich.
2003 beendete Juschny in den Top 50, das Jahr 2004 in den Top 20.
2006 erreichte er bei den US Open zum ersten Mal das Halbfinale eines Grand-Slam-Turniers. Im Viertelfinale schlug er dabei die Nummer zwei der Welt, Rafael Nadal, in vier Sätzen. Im Halbfinale unterlag er dann Andy Roddick, wiederum in vier Sätzen.
2007 gewann Juschny das Turnier von Rotterdam. Zudem erreichte er bei den Turnieren in Dubai, wo er Roger Federer unterlag, und in München, wo er gegen Philipp Kohlschreiber verlor, jeweils das Endspiel. Bei den French Open zog er ins Achtelfinale ein, in dem er sich erneut Federer geschlagen geben musste. Auch in Wimbledon stand Juschny im Achtelfinale, er unterlag dort Rafael Nadal in fünf Sätzen.
2008 begann er die Saison mit seinem vierten ATP-Turniersieg, als er im Finale von Chennai Nadal mit 6:0, 6:1 besiegen konnte. Bei den darauf folgenden Australian Open kam er erstmals ins Viertelfinale, in dem er dem späteren Überraschungsfinalisten Jo-Wilfried Tsonga unterlag. Juschny erreichte in der Woche darauf mit Rang 8 seine beste Platzierung in der ATP-Weltrangliste.
Im Februar 2010 stieß er in Rotterdam bis ins Finale vor; er musste das Match gegen Robin Söderling allerdings im zweiten Satz wegen körperlicher Probleme aufgeben. Gleich beim nächsten Turnier in Dubai zog er wieder ins Finale ein, verlor dort jedoch nach hartem Kampf mit 5:7, 7:5 und 3:6 gegen Novak Đoković. Bei den BMW Open gewann er dann seinen sechsten Einzeltitel.
Am 20. September 2018 beendete er nach einer Niederlage im Achtelfinale gegen Roberto Bautista Agut in Sankt Petersburg seine Karriere.

## Erfolge
| Legende (Anzahl der Siege)                           |
| Grand Slam                                           |
| Tennis Masters Cup                                   |
| ATP World Tour Masters 1000                          |
| ATP International Series Gold ATP World Tour 500 (4) |
| ATP International Series ATP World Tour 250 (15)     |
| ATP Challenger Tour (8)                              |

| Titel nach Belag |
| Hartplatz (10)   |
| Sand (4)         |
| Rasen (3)        |
| Teppich (2)      |

### Einzel

#### Turniersiege

##### ATP Challenger Tour
| Nr. | Datum            | Turnier           | Belag     | Finalgegner        | Ergebnis        |
| --- | ---------------- | ----------------- | --------- | ------------------ | --------------- |
| 1.  | 20. Mai 2000     | Samarqand         | Sand      | Jan Frode Andersen | 7:67, 2:6, 7:68 |
| 2.  | 8. November 2015 | Eckental          | Sand (i)  | Benjamin Becker    | 7:5, 6:3        |
| 3.  | 10. Januar 2016  | Bangkok           | Hartplatz | Gō Soeda           | 6:3, 6:4        |
| 4.  | 17. Januar 2016  | Bangkok-2         | Hartplatz | Adam Pavlásek      | 6:4, 6:1        |
| 5.  | 24. Januar 2016  | Manila            | Hartplatz | Marco Chiudinelli  | 6:4, 6:4        |
| 6.  | 22. Oktober 2017 | Ningbo            | Hartplatz | Taro Daniel        | 6:1, 6:1        |
| 7.  | 29. Oktober 2017 | Ho-Chi-Minh-Stadt | Hartplatz | John Millman       | 6:4, 6:4        |

##### ATP World Tour
| Nr. | Datum            | Turnier        | Belag         | Finalgegner      | Ergebnis                |
| --- | ---------------- | -------------- | ------------- | ---------------- | ----------------------- |
| 1.  | 15. Juli 2002    | Stuttgart      | Sand          | Guillermo Cañas  | 6:3, 3:6, 3:6, 6:4, 6:4 |
| 2.  | 25. Oktober 2004 | St. Petersburg | Teppich (i)   | Karol Beck       | 6:2, 6:2                |
| 3.  | 19. Februar 2007 | Rotterdam      | Hartplatz (i) | Ivan Ljubičić    | 6:2, 6:4                |
| 4.  | 6. Januar 2008   | Chennai        | Hartplatz     | Rafael Nadal     | 6:0, 6:1                |
| 5.  | 25. Oktober 2009 | Moskau         | Hartplatz     | Janko Tipsarević | 6:75, 6:0, 6:4          |
| 6.  | 9. Mai 2010      | München        | Sand          | Marin Čilić      | 6:3, 4:6, 6:4           |
| 7.  | 3. Oktober 2010  | Kuala Lumpur   | Hartplatz     | Andrei Golubew   | 6:77, 6:2, 7:63         |
| 8.  | 5. Februar 2012  | Zagreb         | Hartplatz (i) | Lukáš Lacko      | 6:2, 6:3                |
| 9.  | 28. Juli 2013    | Gstaad         | Sand          | Robin Haase      | 6:3, 6:4                |
| 10. | 27. Oktober 2013 | Valencia       | Hartplatz (i) | David Ferrer     | 6:3, 7:5                |

#### Finalteilnahmen
| Nr. | Datum              | Turnier            | Belag         | Finalgegner           | Ergebnis         |
| --- | ------------------ | ------------------ | ------------- | --------------------- | ---------------- |
| 1.  | 28. Oktober 2002   | St. Petersburg (1) | Hartplatz (i) | Sébastien Grosjean    | 5:7, 4:6         |
| 2.  | 20. September 2004 | Peking             | Hartplatz     | Marat Safin           | 6:74, 5:7        |
| 3.  | 3. März 2007       | Dubai (1)          | Hartplatz     | Roger Federer         | 4:6, 3:6         |
| 4.  | 6. Mai 2007        | München (1)        | Sand          | Philipp Kohlschreiber | 6:2, 3:6, 4:6    |
| 5.  | 10. Mai 2009       | München (2)        | Sand          | Tomáš Berdych         | 4:6, 6:4, 6:75   |
| 6.  | 11. Oktober 2009   | Tokio              | Hartplatz     | Jo-Wilfried Tsonga    | 3:6, 3:6         |
| 7.  | 7. November 2009   | Valencia           | Hartplatz (i) | Andy Murray           | 3:6, 2:6         |
| 8.  | 14. Februar 2010   | Rotterdam          | Hartplatz (i) | Robin Söderling       | 4:6, 0:2 Aufgabe |
| 9.  | 28. Februar 2010   | Dubai (2)          | Hartplatz     | Novak Đoković         | 5:7, 7:5, 3:6    |
| 10. | 31. Oktober 2010   | St. Petersburg (2) | Hartplatz (i) | Michail Kukuschkin    | 3:6, 6:72        |
| 11. | 16. Juni 2013      | Halle              | Rasen         | Roger Federer         | 7:65, 3:6, 4:6   |

### Doppel

#### Turniersiege

##### ATP Challenger Tour
| Nr. | Datum        | Turnier | Belag | Finalgegner        | Ergebnis                      |               |
| --- | ------------ | ------- | ----- | ------------------ | ----------------------------- | ------------- |
| 1.  | 9. Juli 2000 | Ulm     | Sand  | Orlin Stanoitschew | Tomas Behrend Karsten Braasch | 6:7, 7:5, 6:0 |

##### ATP World Tour
| Nr. | Datum            | Turnier      | Belag         | Partner               | Finalgegner                     | Ergebnis         |
| --- | ---------------- | ------------ | ------------- | --------------------- | ------------------------------- | ---------------- |
| 1.  | 17. Oktober 2005 | Moskau       | Teppich (i)   | Maks Mirny            | Igor Andrejew Nikolai Dawydenko | 6:1, 6:1         |
| 2.  | 7. Januar 2007   | Doha         | Hartplatz     | Nenad Zimonjić        | Martin Damm Leander Paes        | 6:1, 7:63        |
| 3.  | 6. Mai 2007      | München      | Sand          | Philipp Kohlschreiber | Jan Hájek Jaroslav Levinský     | 6:1, 6:4         |
| 4.  | 15. Juni 2008    | Halle (1)    | Rasen         | Mischa Zverev         | Lukáš Dlouhý Leander Paes       | 3:6, 6:4, [10:3] |
| 5.  | 5. Oktober 2008  | Tokio        | Hartplatz     | Mischa Zverev         | Lukáš Dlouhý Leander Paes       | 6:3, 6:4         |
| 6.  | 14. Juni 2009    | Queen’s Club | Rasen         | Wesley Moodie         | Marcelo Melo André Sá           | 6:4, 4:6, [10:6] |
| 7.  | 13. Juni 2010    | Halle (2)    | Rasen         | Serhij Stachowskyj    | Martin Damm Filip Polášek       | 4:6, 7:5, [10:7] |
| 8.  | 26. Februar 2011 | Dubai        | Hartplatz     | Serhij Stachowskyj    | Jérémy Chardy Feliciano López   | 4:6, 6:3, [10:3] |
| 9.  | 5. Februar 2012  | Zagreb       | Hartplatz (i) | Marcos Baghdatis      | Ivan Dodig Mate Pavić           | 6:2, 6:2         |

#### Finalteilnahmen
| Nr. | Datum              | Turnier   | Belag         | Partner               | Finalgegner                    | Ergebnis         |
| --- | ------------------ | --------- | ------------- | --------------------- | ------------------------------ | ---------------- |
| 1.  | 9. Januar 2005     | Doha      | Hartplatz     | Andrei Pavel          | Albert Costa Rafael Nadal      | 3:6, 6:4, 3:6    |
| 2.  | 18. September 2005 | Peking    | Hartplatz (i) | Dmitri Tursonow       | Justin Gimelstob Nathan Healey | 6:4, 3:6, 2:6    |
| 3.  | 24. Februar 2008   | Rotterdam | Sand          | Philipp Kohlschreiber | Tomáš Berdych Dmitri Tursonow  | 5:7, 6:3, [7:10] |

## Resultate bei bedeutenden Turnieren

### Einzel
Die Tabelle listet die Ergebnisse der Grand-Slam-Turniere, der ATP Finals, der Olympischen Spiele, des Davis Cups und der Masters-Turniere auf.
| Turnier           | 2018 | 2017 | 2016 | 2015 | 2014 | 2013 | 2012 | 2011 | 2010 | 2009 | 2008 | 2007 | 2006 | 2005 | 2004 | 2003 | 2002 | 2001 | 2000 | Karriere |
| ----------------- | ---- | ---- | ---- | ---- | ---- | ---- | ---- | ---- | ---- | ---- | ---- | ---- | ---- | ---- | ---- | ---- | ---- | ---- | ---- | -------- |
| Australian Open   | 1    | 1    | —    | 1    | 2    | 2    | 1    | 3    | 3    | 1    | VF   | 3    | 1    | 2    | 1    | AF   | 3    | 3    | —    | 1 × VF   |
| French Open       | 1    | 1    | 1    | 1    | 2    | AF   | 3    | 3    | VF   | 2    | 3    | AF   | 2    | 2    | 3    | 2    | 1    | 1    | —    | 1 × VF   |
| Wimbledon         | 1    | 2    | 2    | 1    | 2    | AF   | VF   | AF   | 2    | 1    | AF   | AF   | 3    | AF   | 1    | 2    | AF   | AF   | —    | 1 × VF   |
| US Open           | 1    | 2    | 3    | 2    | 1    | VF   | 1    | 1    | HF   | 2    | —    | 2    | HF   | 3    | 3    | 1    | —    | 3    | —    | 2 × HF   |
| ATP Finals        | —    | —    | —    | —    | —    | —    | —    | —    | —    | —    | —    | —    | —    | —    | —    | —    | —    | —    | —    | —        |
| Indian Wells      | 1    | 2    | 2    | 1    | —    | 2    | —    | —    | —    | 1    | 3    | 2    | 1    | 2    | AF   | 1    | —    | —    | —    | 1 × AF   |
| Miami             | 3    | 1    | 2    | 2    | —    | 3    | —    | 3    | VF   | 2    | AF   | 3    | 1    | 2    | 1    | 2    | —    | —    | —    | 1 × VF   |
| Monte Carlo       | —    | Q2   | Q2   | 1    | 1    | 2    | 1    | 1    | 2    | Q2   | 2    | 2    | 1    | —    | —    | 1    | —    | AF   | —    | 1 × AF   |
| Madrid            | Q2   | Q2   | Q2   | —    | 2    | AF   | 2    | 1    | 2    | —    | 1    | 2    | —    | 1    | 1    | 1    | AF   |      |      | 2 × AF   |
| Rom               | Q2   | —    | —    | —    | AF   | 2    | 2    | 1    | 1    | 2    | —    | AF   | 2    | 1    | 1    | 1    | —    | —    | —    | 2 × AF   |
| Hamburg           |      |      |      |      |      |      |      |      |      |      | 1    | 1    | 1    | 2    | VF   | AF   | 1    | —    | —    | 1 × VF   |
| Kanada            | 2    | 1    | 2    | AF   | 1    | 2    | 2    | 1    | 2    | AF   | 2    | AF   | 2    | 1    | 2    | 1    | —    | —    | —    | 3 × AF   |
| Cincinnati        | —    | 1    | 2    | Q2   | AF   | 2    | 1    | 1    | 1    | 2    | 1    | 2    | 2    | VF   | 2    | AF   | —    | —    | —    | 1 × VF   |
| Stuttgart         |      |      |      |      |      |      |      |      |      |      |      |      |      |      |      |      |      | —    | —    | —        |
| Shanghai          | —    | Q1   | 1    | —    | VF   | 1    | 1    | 1    | 2    | —    |      |      |      |      |      |      |      |      |      | 1 × VF   |
| Paris             | —    | —    | Q1   | —    | 1    | 1    | 1    | 1    | 2    | —    | 1    | VF   | —    | —    | VF   | 1    | —    | —    | —    | 2 × VF   |
| Olympische Spiele |      |      | —    |      |      |      | 1    |      |      |      | AF   |      |      |      | VF   |      |      |      | —    | 1 × VF   |
| Davis Cup         | —    | —    | —    | —    | —    | —    | —    | 1    | VF   | VF   | HF   | F    | S    | HF   | 1    | VF   | S    | VF   | VF   | 2 × S    |

Zeichenerklärung: S = Turniersieg; F, HF, VF, AF = Einzug ins Finale, Halb-, Viertel-, Achtelfinale; 1, 2, 3 = Ausscheiden in der 1., 2., 3. Haupt- / Finalrunde; Q1, Q2, Q3 = Ausscheiden in der 1., 2. 3. Qualifikationsrunde; RR = Round Robin (Gruppenphase); nicht ausgetragen oder andere Kategorie; PO (Playoff), P2 = Auf-/Abstiegsrunde zur Weltgruppe I/II im Davis Cup; W2 = Teilnahme in der Weltgruppe II

### Doppel
Die Tabelle listet die Ergebnisse der Grand-Slam-Turniere, der ATP Finals, der Olympischen Spiele, des Davis Cups und der Masters-Turniere auf.
| Turnier           | 2017 | 2016 | 2015 | 2014 | 2013 | 2012 | 2011 | 2010 | 2009 | 2008 | 2007 | 2006 | 2005 | 2004 | 2003 | 2002 | 2001 | Karriere |
| ----------------- | ---- | ---- | ---- | ---- | ---- | ---- | ---- | ---- | ---- | ---- | ---- | ---- | ---- | ---- | ---- | ---- | ---- | -------- |
| Australian Open   | 1    | —    | 1    | VF   | AF   | 1    | 2    | 1    | 1    | 1    | 1    | —    | 1    | 1    | 1    | 1    | —    | 1 × VF   |
| French Open       | 1    | 1    | 2    | 1    | 1    | 1    | 2    | 2    | —    | —    | —    | AF   | 2    | 1    | —    | —    | —    | 1 × AF   |
| Wimbledon         | —    | 1    | 1    | 1    | —    | —    | —    | —    | —    | —    | —    | 1    | —    | 1    | —    | —    | —    | 5 × 1R   |
| US Open           | 1    | 1    | —    | 1    | AF   | 2    | AF   | AF   | —    | —    | —    | VF   | AF   | 2    | 1    | —    | —    | 1 × VF   |
| ATP Finals        | —    | —    | —    | —    | —    | —    | —    | —    | —    | —    | —    | —    | —    | —    | —    | —    | —    | —        |
| Indian Wells      | —    | —    | —    | 1    | —    | —    | —    | —    | —    | 1    | —    | AF   | 1    | —    | —    | —    | —    | 1 × AF   |
| Miami             | —    | —    | —    | —    | AF   | —    | AF   | AF   | —    | —    | —    | 1    | —    | —    | —    | —    | —    | 3 × AF   |
| Monte Carlo       | —    | —    | —    | HF   | AF   | —    | VF   | AF   | —    | —    | —    | —    | —    | —    | —    | —    | —    | 1 × HF   |
| Madrid            | —    | —    | —    | 1    | 1    | —    | 1    | —    | —    | 1    | —    | AF   | —    | —    | —    | —    |      | 1 × AF   |
| Rom               | —    | —    | —    | AF   | —    | —    | —    | 1    | —    | —    | —    | —    | —    | —    | —    | —    | —    | 1 × AF   |
| Hamburg           |      |      |      |      |      |      |      |      |      | 1    | —    | —    | —    | —    | —    | —    | —    | 1 × 1R   |
| Kanada            | —    | —    | —    | 1    | AF   | 1    | AF   | VF   | —    | VF   | —    | —    | AF   | —    | AF   | —    | —    | 2 × VF   |
| Cincinnati        | —    | —    | —    | 1    | AF   | 1    | 1    | 1    | —    | —    | —    | VF   | AF   | AF   | —    | —    | —    | 1 × VF   |
| Stuttgart         |      |      |      |      |      |      |      |      |      |      |      |      |      |      |      |      | 1    | 1 × 1R   |
| Shanghai          | —    | —    | —    | VF   | —    | —    | —    | 1    | —    |      |      |      |      |      |      |      |      | 1 × VF   |
| Paris             | —    | —    | —    | —    | —    | —    | —    | AF   | —    | —    | —    | —    | —    | —    | —    | —    | —    | 1 × AF   |
| Olympische Spiele |      | —    |      |      |      | AF   |      |      |      | AF   |      |      |      | 1    |      |      |      | 2 × AF   |
| Davis Cup         | —    | —    | —    | —    | —    | 1    | —    | —    | —    | HF   | —    | S    | HF   | 1    | VF   | —    | —    | 1 × S    |

Zeichenerklärung: S = Turniersieg; F, HF, VF, AF = Einzug ins Finale, Halb-, Viertel-, Achtelfinale; 1, 2, 3 = Ausscheiden in der 1., 2., 3. Haupt- / Finalrunde; Q1, Q2, Q3 = Ausscheiden in der 1., 2. 3. Qualifikationsrunde; RR = Round Robin (Gruppenphase); nicht ausgetragen oder andere Kategorie; PO (Playoff), P2 = Auf-/Abstiegsrunde zur Weltgruppe I/II im Davis Cup; W2 = Teilnahme in der Weltgruppe II